# Vitor Gabriel
Vitor Gabriel (født 23. november 1997) er en brasiliansk fodboldspiller, som spiller for den japanske fodboldklub Gainare Tottori.